# اروج قشلاق مراد
اروج قشلاق مراد یک روستا در ایران است که در بخش اسلام‌آباد واقع شده‌است. اروج قشلاق مراد ۱۵۴ نفر جمعیت دارد.